# Йоганн Філіпп Густав фон Еверс
Йоган Філіпп Густав фон Еверс (4 липня 1781, село Амелуксен — 20 (8) листопада 1830, Дерпт) —  історик, юрист. Член-кореспондент (1809), почесний член (1826) Петербурзької академії наук.

## Біографія
Народився у Вестфалії (історична область між річками Рейн і Везер). Навчався в Геттінгенському університеті. Від 1803 і до кінця свого життя проживав у Російській імперії. Від 1810 — професор географії, статистики та російської історії Дерптського університету, від 1818 — ректор цього університету. 1816 року опубліковано його працю німецькою мовою «Geschichte der Russen (bis Ioan IV)» («Історія русів (до Івана IV)»), 1826 — «Das Alterste Recht der Russen in seiner geschichtlichen Entwicklung dargestellt» («Найдавніше руське право в історичному його розкритті»). Еверс сформулював і відстоював концепцію розвитку суспільства як процесу поетапного переходу від сім'ї до роду, від роду до племені і насамкінець від племені до абсолютистської держави. Автор праць з історії Київської Русі і давньоруського права. Нині публікації Еверса — цінне джерело для вивчення історії давньоруського права (див. «Руська правда», Руське право). В праці «Vom Ursprunge des russischen Staats» (1808; «Походження руської держави») висловлює думку про хозарське походження варягів.